# سی‌سی‌گامبیس
سی‌سی‌گامبیس (درگذشته ۳۲۳ پیش از میلاد)، دختر «هوخشتره» و نوه اردشیر دوم و مادر داریوش سوم بود که دوران سلطنت وی در جنگ‌های اسکندر مقدونی به پایان رسید. او پس از اینکه در نبرد ایسوس توسط سپاهیان اسکندر اسیر شد، مورد احترام اسکندر قرار گرفت و اسکندر از او به عنوان «مادر» یاد کرد.

## اوایل زندگی

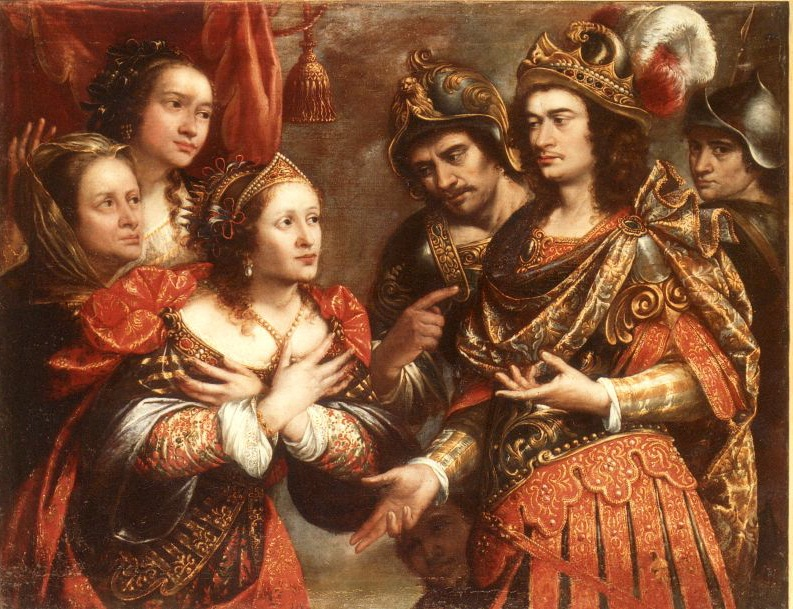
خانواده داریوش در مقابل اسکندر. اثر یوستوس سوسترمانز و در کتابخانه موزه ویکتور بالاگوئر نگهداری می‌شود. در این تصویر هفاستیون را می‌بینیم که به اسکندر اشاره می‌کند.

او ممکن است دختر شاهنشاه اردشیر دوم یا احتمالاً برادرش اوستن باشد. اگر دومی درست باشد، او با برادر خود آرشام ازدواج کرده است که این یک سنت باستانی هخامنشی است. احتمال دیگر این است که او دختر یکی از بزرگان اوکسیان بوده است. او مادر داریوش، هوخشدره و احتمالاً استاتیرای دوم است.
بیشتر احتمالاً دارد که او دختر «هوخشتره» یکی از پسران داریوش دوم باشد که با پسرعموی خود آرشام دوم، پسر اوستن ازدواج کرد.

## حمله اسکندر

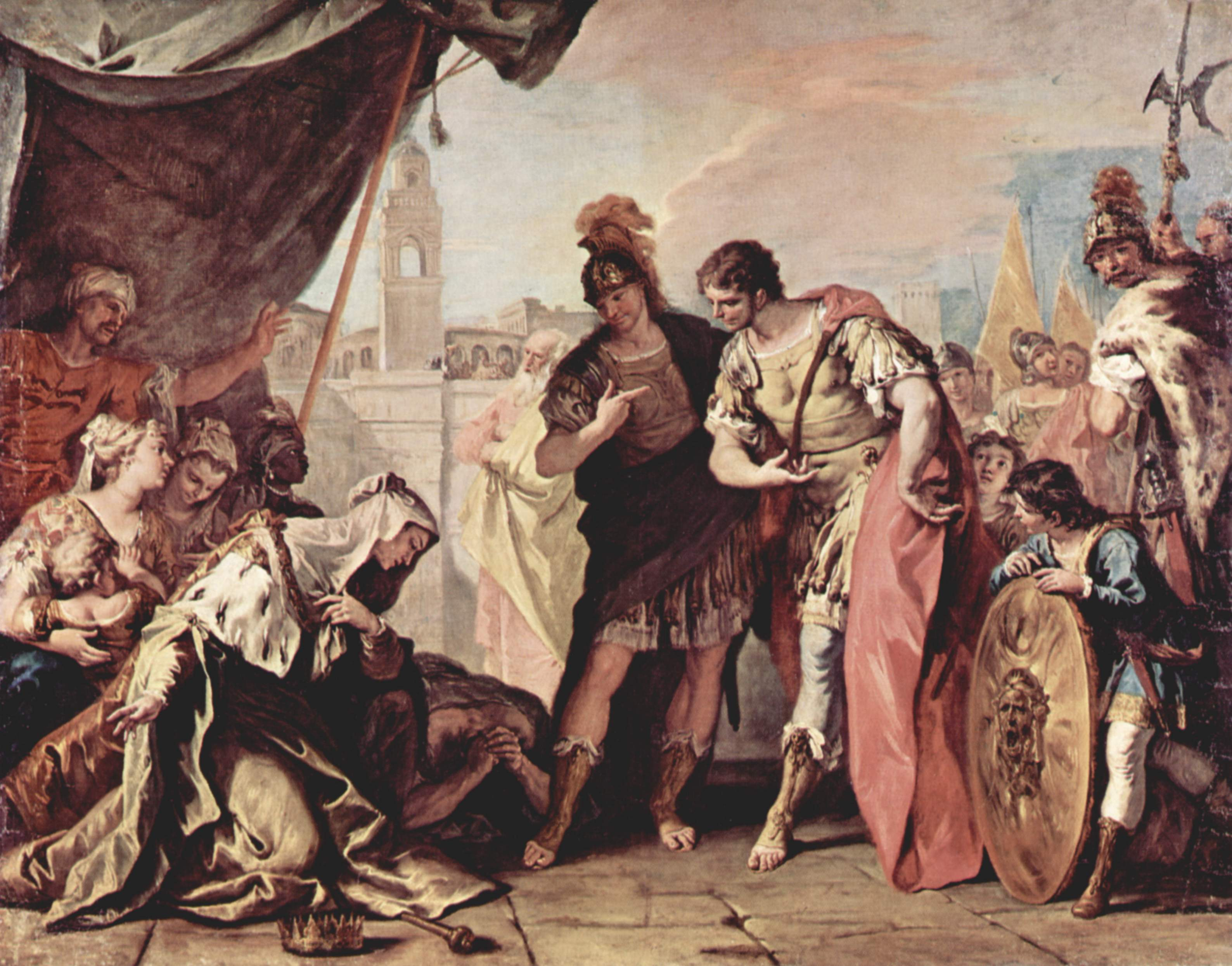
اسکندر در چادر خانواده داریوش، اثر سباستیانو ریچی

ارتش داریوش در نبرد ایسوس (۳۳۳ پیش از میلاد)، توسط اسکندر مقدونی نابود شد و شاهنشاه از میدان جنگ گریخت اما چادرهای او، همراه با غنائم فراوان به تصرف سپاه اسکندر درآمد. در یکی از این چادرها خانوادهٔ داریوش شامل سی‌سی‌گامبیس و استاتیرای دوم، همسر داریوش، و فرزندان داریوش شامل استاتیرای سوم دختر داریوش، دری‌په‌تیس، دختر کوچک او و پسر پنج ساله‌اش همگی اسیر شدند. داریوش پس از این شکست به اسکندر تقاضای صلح داد و شرائط صلح، پرداخت غرامت از طرف ایران و ازدواج با خانوادهٔ سلطنتی ایران و واگذاری آسیای صغیر به اسکندر بود و در ازای این گذشت‌ها از اسکندر خواسته شده بود که خانوادهٔ داریوش را بازگرداند. اسکندر این شرائط را نپذیرفت.
گرچه او خانواده داریوش را اسیر کرد اما با کمال وقار با آن‌ها برخورد کرد، در حالی که دیگر فاتحان حداقل دست اسیران را قطع می‌کردند. هنگامی که اسکندر و نزدیک‌ترین دوست خود هفستیون با هم به دیدار خانواده سلطنتی اسیر ایرانی رفتند، سی‌سی‌گامبیس برای خواهش برای گذشتن از جانش، به اشتباه رو به هفستیون زانو زد چرا که هفستیون بلندتر بود و هر دو مرد جوان لباس‌های یکسانی پوشیده بودند. او وقتی متوجه اشتباه خود شد، به شدت خجالت کشید، اما اسکندر با گفتن «مادر شما اشتباه نکردید؛ این مرد هم اسکندر است» او را مطمئن کرد.
در نبرد گوگمل، سی‌سی‌گامبیس و خانواده‌اش را در کاروان بارها واقع در پشت ارتش اسکندر نگه داشته شده بودند. گفته می‌شود هنگامی که سواره نظام سکایی ارتش ایران نیروهای اسکندر را برای رسیدن به آن‌ها شکست، وی از خوشحالی دربارهٔ پیروزی اولیه ایرانیان، خودداری کرد. پس از کشته شدن داریوش اندکی پس از شکست در گوگمل، اسکندر جنازه او را برای سی‌سی‌گامبیس فرستاد، تا او بتواند برای پسرش مراسم خاکسپاری عزت‌مندانه‌ای انجام دهد.

## زیر نظر اسکندر

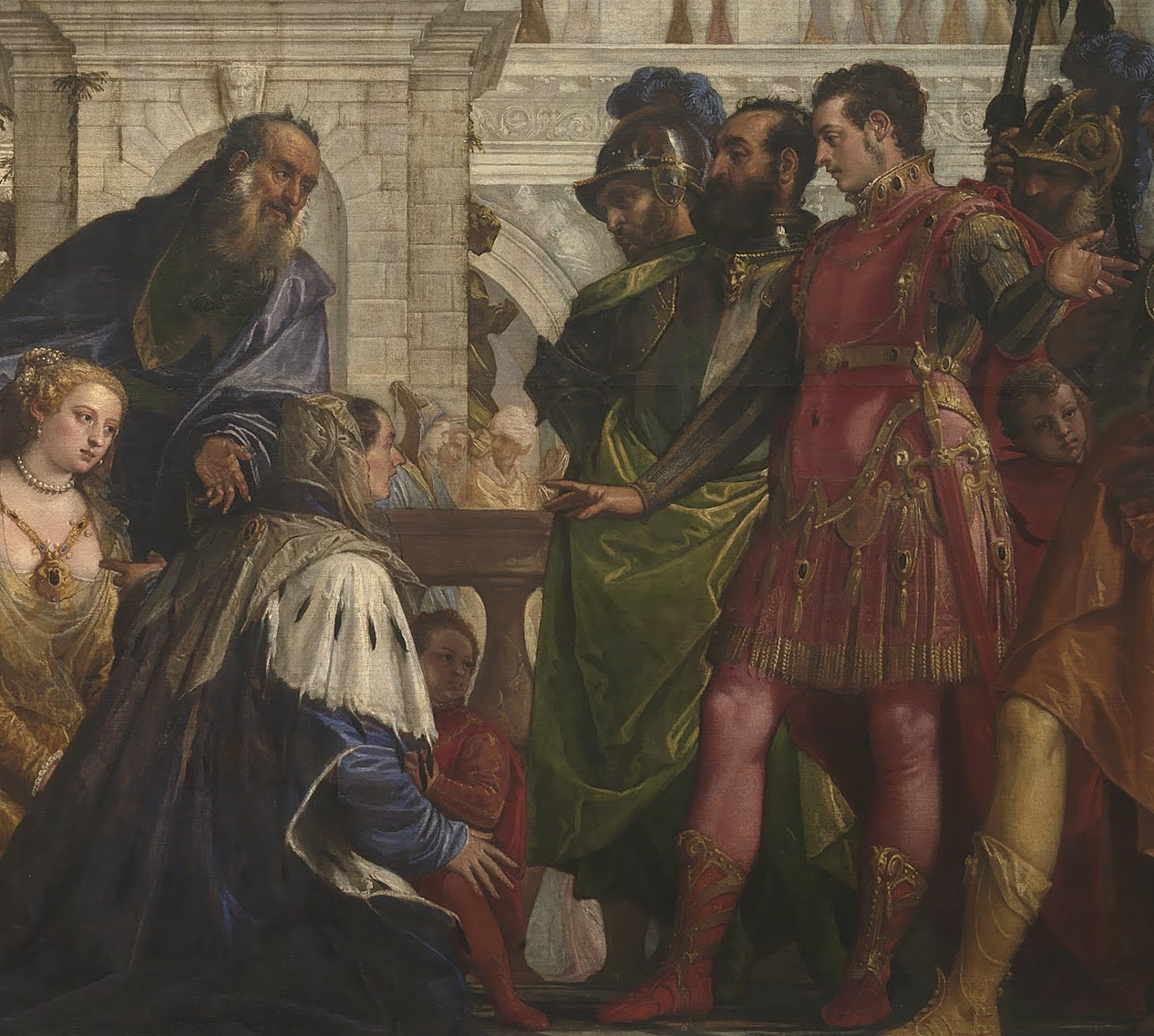
خانواده داریوش قبل از اسکندر اثر پائولو ورونزه 1570 fragment.jpg

در حالی که اسکندر فتوحات خود را تا به هند ادامه می‌داد، سی‌سی‌گامبیس در شوش نزد مربیان ماند تا او و خانواده‌اش زبان یونانی بیاموزند. اسکندر پس از بازگشت در سال ۳۲۴ پیش از میلاد، با نوه سی‌سی‌گامبیس به نام استاتیرای سوم ازدواج کرد، این اتفاق مهم‌ترین رخداد ازدواج دسته‌جمعی شوش بود که در آن خواهر استاتیرا به نام دری‌په‌تیس نیز به ازدواج هفستیون درآمد.
با گذشت حدود یک سال از عروسی، هفستیون و اسکندر هر دو به‌طور ناگهانی و با فاصله هشت ماه از دنیا رفتند. سی‌سی‌گامبیس با شنیدن خبر مرگ اسکندر، غرق در درد و ناامیدی از سرنوشتی که بر سر خانواده‌اش آمده بود، خود را در اتاقش حبس و از خوردن غذا امتناع کرد. گفته می‌شود وی چهار روز بعد از اندوه و گرسنگی درگذشت.

## میراث
صحنه زانو زدن اشتباه سی‌سی‌گامبیس در برابر هفستیون موضوعی محبوب در هنر غربی بوده که توسط شارل لو برن، پائولو ورونزه، جوستوس سوسترمانس و بسیاری دیگر به تصویر کشیده شده است.
سیارک ۸۲۳ سیسیگامبیس به نام او نامگذاری شده است.

## تبارنامه
|                    |                    |                    |                    |                    |                    |  |  |                                  |                                  |                                  |                                  |                                  |                                  |  |  | داریوش دوم هشتمین شاهنشاه هخامنشی | داریوش دوم هشتمین شاهنشاه هخامنشی | داریوش دوم هشتمین شاهنشاه هخامنشی | داریوش دوم هشتمین شاهنشاه هخامنشی | داریوش دوم هشتمین شاهنشاه هخامنشی | داریوش دوم هشتمین شاهنشاه هخامنشی |  |  |                                |                                |                                |                                | پروشات ملکه                    | پروشات ملکه                    | پروشات ملکه | پروشات ملکه | پروشات ملکه                      | پروشات ملکه                      |                                  |                                  |                                  |                                  |  |  |                                                 |                                                 |                                                 |                                                 |                                                 |                                                 |  |  |  |  |  |  |  |  |  |  |  |  |  |  |  |  |
|                    |                    |                    |                    |                    |                    |  |  |                                  |                                  |                                  |                                  |                                  |                                  |  |  | داریوش دوم هشتمین شاهنشاه هخامنشی | داریوش دوم هشتمین شاهنشاه هخامنشی | داریوش دوم هشتمین شاهنشاه هخامنشی | داریوش دوم هشتمین شاهنشاه هخامنشی | داریوش دوم هشتمین شاهنشاه هخامنشی | داریوش دوم هشتمین شاهنشاه هخامنشی |  |  |                                |                                |                                |                                | پروشات ملکه                    | پروشات ملکه                    | پروشات ملکه | پروشات ملکه | پروشات ملکه                      | پروشات ملکه                      |                                  |                                  |                                  |                                  |  |  |                                                 |                                                 |                                                 |                                                 |                                                 |                                                 |  |  |  |  |  |  |  |  |  |  |  |  |  |  |  |  |
|                    |                    |                    |                    |                    |                    |  |  |                                  |                                  |                                  |                                  |                                  |                                  |  |  |                                   |                                   |                                   |                                   |                                   |                                   |  |  |                                |                                |                                |                                |                                |                                |             |             |                                  |                                  |                                  |                                  |                                  |                                  |  |  |                                                 |                                                 |                                                 |                                                 |                                                 |                                                 |  |  |  |  |  |  |  |  |  |  |  |  |  |  |  |  |
|                    |                    |                    |                    |                    |                    |  |  |                                  |                                  |                                  |                                  |                                  |                                  |  |  |                                   |                                   |                                   |                                   |                                   |                                   |  |  |                                |                                |                                |                                |                                |                                |             |             |                                  |                                  |                                  |                                  |                                  |                                  |  |  |                                                 |                                                 |                                                 |                                                 |                                                 |                                                 |  |  |  |  |  |  |  |  |  |  |  |  |  |  |  |  |
| استاتیرای یکم ملکه | استاتیرای یکم ملکه | استاتیرای یکم ملکه | استاتیرای یکم ملکه | استاتیرای یکم ملکه | استاتیرای یکم ملکه |  |  | اردشیر دوم نهمین شاهنشاه هخامنشی | اردشیر دوم نهمین شاهنشاه هخامنشی | اردشیر دوم نهمین شاهنشاه هخامنشی | اردشیر دوم نهمین شاهنشاه هخامنشی | اردشیر دوم نهمین شاهنشاه هخامنشی | اردشیر دوم نهمین شاهنشاه هخامنشی |  |  | کوروش کوچک مدعی تاج و تخت         | کوروش کوچک مدعی تاج و تخت         | کوروش کوچک مدعی تاج و تخت         | کوروش کوچک مدعی تاج و تخت         | کوروش کوچک مدعی تاج و تخت         | کوروش کوچک مدعی تاج و تخت         |  |  | آمستریس همسر برادر استیرای یکم | آمستریس همسر برادر استیرای یکم | آمستریس همسر برادر استیرای یکم | آمستریس همسر برادر استیرای یکم | آمستریس همسر برادر استیرای یکم | آمستریس همسر برادر استیرای یکم |             |             | اوستانوس پدربزرگ پدری داریوش سوم | اوستانوس پدربزرگ پدری داریوش سوم | اوستانوس پدربزرگ پدری داریوش سوم | اوستانوس پدربزرگ پدری داریوش سوم | اوستانوس پدربزرگ پدری داریوش سوم | اوستانوس پدربزرگ پدری داریوش سوم |  |  | هوخشتره پدر سی‌سی‌گامبیس پدربزرگ مادری داریوش سوم | هوخشتره پدر سی‌سی‌گامبیس پدربزرگ مادری داریوش سوم | هوخشتره پدر سی‌سی‌گامبیس پدربزرگ مادری داریوش سوم | هوخشتره پدر سی‌سی‌گامبیس پدربزرگ مادری داریوش سوم | هوخشتره پدر سی‌سی‌گامبیس پدربزرگ مادری داریوش سوم | هوخشتره پدر سی‌سی‌گامبیس پدربزرگ مادری داریوش سوم |  |  |  |  |  |  |  |  |  |  |  |  |  |  |  |  |
| استاتیرای یکم ملکه | استاتیرای یکم ملکه | استاتیرای یکم ملکه | استاتیرای یکم ملکه | استاتیرای یکم ملکه | استاتیرای یکم ملکه |  |  | اردشیر دوم نهمین شاهنشاه هخامنشی | اردشیر دوم نهمین شاهنشاه هخامنشی | اردشیر دوم نهمین شاهنشاه هخامنشی | اردشیر دوم نهمین شاهنشاه هخامنشی | اردشیر دوم نهمین شاهنشاه هخامنشی | اردشیر دوم نهمین شاهنشاه هخامنشی |  |  | کوروش کوچک مدعی تاج و تخت         | کوروش کوچک مدعی تاج و تخت         | کوروش کوچک مدعی تاج و تخت         | کوروش کوچک مدعی تاج و تخت         | کوروش کوچک مدعی تاج و تخت         | کوروش کوچک مدعی تاج و تخت         |  |  | آمستریس همسر برادر استیرای یکم | آمستریس همسر برادر استیرای یکم | آمستریس همسر برادر استیرای یکم | آمستریس همسر برادر استیرای یکم | آمستریس همسر برادر استیرای یکم | آمستریس همسر برادر استیرای یکم |             |             | اوستانوس پدربزرگ پدری داریوش سوم | اوستانوس پدربزرگ پدری داریوش سوم | اوستانوس پدربزرگ پدری داریوش سوم | اوستانوس پدربزرگ پدری داریوش سوم | اوستانوس پدربزرگ پدری داریوش سوم | اوستانوس پدربزرگ پدری داریوش سوم |  |  | هوخشتره پدر سی‌سی‌گامبیس پدربزرگ مادری داریوش سوم | هوخشتره پدر سی‌سی‌گامبیس پدربزرگ مادری داریوش سوم | هوخشتره پدر سی‌سی‌گامبیس پدربزرگ مادری داریوش سوم | هوخشتره پدر سی‌سی‌گامبیس پدربزرگ مادری داریوش سوم | هوخشتره پدر سی‌سی‌گامبیس پدربزرگ مادری داریوش سوم | هوخشتره پدر سی‌سی‌گامبیس پدربزرگ مادری داریوش سوم |  |  |  |  |  |  |  |  |  |  |  |  |  |  |  |  |
|                    |                    |                    |                    |                    |                    |  |  |                                  |                                  |                                  |                                  |                                  |                                  |  |  |                                   |                                   |                                   |                                   |                                   |                                   |  |  |                                |                                |                                |                                |                                |                                |             |             |                                  |                                  |                                  |                                  |                                  |                                  |  |  |                                                 |                                                 |                                                 |                                                 |                                                 |                                                 |  |  |  |  |  |  |  |  |  |  |  |  |  |  |  |  |
|                    |                    |                    |                    |                    |                    |  |  |                                  |                                  |                                  |                                  |                                  |                                  |  |  |                                   |                                   |                                   |                                   |                                   |                                   |  |  |                                |                                |                                |                                |                                |                                |             |             |                                  |                                  |                                  |                                  |                                  |                                  |  |  |                                                 |                                                 |                                                 |                                                 |                                                 |                                                 |  |  |  |  |  |  |  |  |  |  |  |  |  |  |  |  |
|                    |                    |                    |                    |                    |                    |  |  | آتوسا (دختر اردشیر دوم) ملکه     | آتوسا (دختر اردشیر دوم) ملکه     | آتوسا (دختر اردشیر دوم) ملکه     | آتوسا (دختر اردشیر دوم) ملکه     | آتوسا (دختر اردشیر دوم) ملکه     | آتوسا (دختر اردشیر دوم) ملکه     |  |  | اردشیر سوم دهمین شاهنشاه هخامنشی  | اردشیر سوم دهمین شاهنشاه هخامنشی  | اردشیر سوم دهمین شاهنشاه هخامنشی  | اردشیر سوم دهمین شاهنشاه هخامنشی  | اردشیر سوم دهمین شاهنشاه هخامنشی  | اردشیر سوم دهمین شاهنشاه هخامنشی  |  |  |                                |                                |                                |                                |                                |                                |             |             |                                  |                                  |                                  |                                  |                                  |                                  |  |  |                                                 |                                                 |                                                 |                                                 |                                                 |                                                 |  |  |  |  |  |  |  |  |  |  |  |  |  |  |  |  |
|                    |                    |                    |                    |                    |                    |  |  | آتوسا (دختر اردشیر دوم) ملکه     | آتوسا (دختر اردشیر دوم) ملکه     | آتوسا (دختر اردشیر دوم) ملکه     | آتوسا (دختر اردشیر دوم) ملکه     | آتوسا (دختر اردشیر دوم) ملکه     | آتوسا (دختر اردشیر دوم) ملکه     |  |  | اردشیر سوم دهمین شاهنشاه هخامنشی  | اردشیر سوم دهمین شاهنشاه هخامنشی  | اردشیر سوم دهمین شاهنشاه هخامنشی  | اردشیر سوم دهمین شاهنشاه هخامنشی  | اردشیر سوم دهمین شاهنشاه هخامنشی  | اردشیر سوم دهمین شاهنشاه هخامنشی  |  |  |                                |                                |                                |                                |                                |                                |             |             |                                  |                                  |                                  |                                  |                                  |                                  |  |  |                                                 |                                                 |                                                 |                                                 |                                                 |                                                 |  |  |  |  |  |  |  |  |  |  |  |  |  |  |  |  |
|                    |                    |                    |                    |                    |                    |  |  |                                  |                                  |                                  |                                  |                                  |                                  |  |  |                                   |                                   |                                   |                                   |                                   |                                   |  |  |                                |                                |                                |                                |                                |                                |             |             |                                  |                                  |                                  |                                  |                                  |                                  |  |  |                                                 |                                                 |                                                 |                                                 |                                                 |                                                 |  |  |  |  |  |  |  |  |  |  |  |  |  |  |  |  |
|                    |                    |                    |                    |                    |                    |  |  |                                  |                                  |                                  |                                  |                                  |                                  |  |  |                                   |                                   |                                   |                                   |                                   |                                   |  |  |                                |                                |                                |                                |                                |                                |             |             |                                  |                                  |                                  |                                  |                                  |                                  |  |  |                                                 |                                                 |                                                 |                                                 |                                                 |                                                 |  |  |  |  |  |  |  |  |  |  |  |  |  |  |  |  |
|                    |                    |                    |                    |                    |                    |  |  | ارشک یازدهمین شاهنشاه هخامنشی    | ارشک یازدهمین شاهنشاه هخامنشی    | ارشک یازدهمین شاهنشاه هخامنشی    | ارشک یازدهمین شاهنشاه هخامنشی    | ارشک یازدهمین شاهنشاه هخامنشی    | ارشک یازدهمین شاهنشاه هخامنشی    |  |  | پروشات همسر اسکندر                | پروشات همسر اسکندر                | پروشات همسر اسکندر                | پروشات همسر اسکندر                | پروشات همسر اسکندر                | پروشات همسر اسکندر                |  |  |                                |                                |                                |                                |                                |                                |             |             |                                  |                                  |                                  |                                  |                                  |                                  |  |  |                                                 |                                                 |                                                 |                                                 |                                                 |                                                 |  |  |  |  |  |  |  |  |  |  |  |  |  |  |  |  |